# 陳志康 (足球運動員)
陳志康（Chan Chi Hong，1976年10月20日—），生於香港，退役香港足球運動員，司職左翼鋒和左中場。現為香港超級聯賽球會北區主教練。

## 職業生涯
陳志康從1992年起從駒騰開始其足球生涯，及後先後效力於流浪、南華及愉園，於2002年－03年香港甲組足球聯賽季度起重投南華。擁有亞洲足協A級教練牌照的陳志康於2008年－09年香港甲組足球聯賽季度起兼任青訓教練，至2009年－10年香港甲組足球聯賽季尾退役後，陳志康全職擔任助理教練。
陳志康於2012年－13年香港甲組足球聯賽季度起擔任太陽飛馬領隊，2012年－13年季中起至2013年－14年季尾一度兼任主教練。2014年6月起改任太陽飛馬球會總監。
2015年1月27日，太陽飛馬於facebook宣佈與荷西·列卡度·蘭保解約，由陳志康暫代主教練一職至季尾。
2021年12月15日，陳志康及郭嘉諾牽頭成立香港西甲足球學校 （页面存档备份，存于），致力將西甲基層訓練帶到香港，協助提升本地足球水平。
2025年1月8日，港超聯球隊北區宣布由陳志康接替鮑家耀出任主教練，後者將轉任技術總監。

## 演藝事業
於2009年，陳志康以客串身份參與由無綫電視製作的《南華夢飛翔》的演出。

## 個人榮譽
- 香港足球明星選舉最佳年青球員（1995－1996季度）
- 香港足球明星選舉最佳十一人（1995－1996、2002－2003季度）
- 香港足球明星選舉最佳教練（2013－2014季度）

## 外部連結
- .   [2013-11-04]. （原始内容存档于2020-09-14）.